# Liste der Biografien/Kom
Liste der Biografien |
Portal Biografien |
Personensuche
# |
A |
B |
C |
D |
E |
F |
G |
H |
I |
J |
K |
L |
M |
N |
O |
P |
Q |
R |
S |
T |
U |
V |
W |
X |
Y |
Z |
?
 
Ka |
Kb |
Kc |
Kd |
Ke |
Kf |
Kg |
Kh |
Ki |
Kj |
Kl |
Km |
Kn |
Ko |
Kp |
Kr |
Ks |
Kt |
Ku |
Kv |
Kw |
Ky |
Kx |
Kz
 
Koa |
Kob |
Koc |
Kod |
Koe |
Kof |
Kog |
Koh |
Koi |
Koj |
Kok |
Kol |
Kom |
Kon |
Koo |
Kop |
Kor |
Kos |
Kot |
Kou |
Kov |
Kow |
Kox |
Koy |
Koz
Die Liste der Biografien führt alle Personen auf, die in der deutschsprachigen Wikipedia einen Artikel haben. Dieses ist eine Teilliste mit 386 Einträgen von Personen, deren Namen mit den Buchstaben „Kom“ beginnt.

## Kom
- Kom, Anton de (1898–1945), surinamischer Nationalist, Widerstandskämpfer und antikolonialer Autor
- Kom, Enoch Davidson Komla (1926–1998), ghanaischer Jurist
- Kom, Franck (* 1991), kamerunischer Fußballspieler
- Kom, Mary (* 1983), indische Boxerin

### Koma
- Koma, Diouc (* 1980), malisch-französischer Schauspieler
- Koma, Ibrahim (* 1987), französischer Schauspieler
- Koma, Kenneth (1924–2007), botswanischer Politiker
- Koma, Matthew (* 1987), US-amerikanischer Musiker und Singer-SongwriterMatthew Koma (* 1987)

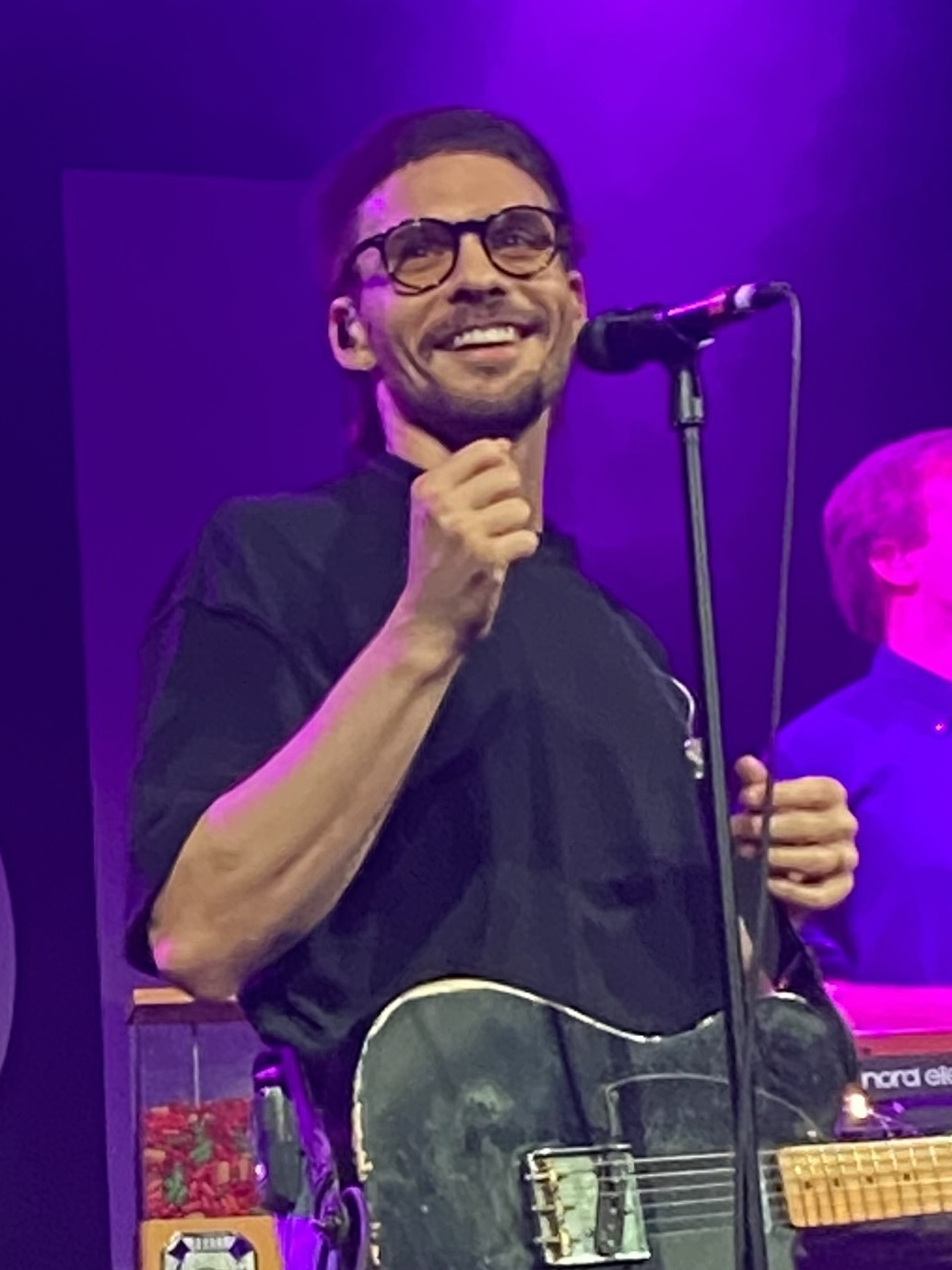
Matthew Koma (* 1987)

- Koma, Ryota (* 2000), japanischer Fußballspieler
- Komac, Andrej (* 1979), slowenischer Fußballspieler
- Komack, James (1924–1997), US-amerikanischer Filmregisseur, Filmproduzent, Schauspieler und Drehbuchautor
- Komad, Zenita (* 1980), österreichische Künstlerin
- Komadel, Ľudovít (1927–2022), tschechoslowakischer Schwimmer und Sportmediziner
- Komadoski, Neil (* 1951), kanadischer Eishockeyspieler
- Komaeda, Mitsuru (* 1950), japanischer Fußballspieler
- Komai, Kazuchika (1905–1971), japanischer Archäologe
- Komai, Taku (1886–1972), japanischer Zoologe und Genetiker
- Komai, Tetsurō (1920–1976), japanischer Graphiker
- Komai, Yoshiaki (* 1992), japanischer Fußballspieler
- Komaki, Masanobu (* 1992), japanischer Fußballspieler
- Komaki, Ōmi (1894–1978), japanischer Schriftsteller
- Komaki, Shuto (* 2000), japanischer Fußballspieler
- Komalam, Shelly (* 1988), malaysische Sprinterin
- Komamura, Shunsuke (* 1979), japanischer Skilangläufer
- Koman, İlhan (1921–1986), türkischer Bildhauer
- Koman, Jacek (* 1956), polnischer Schauspieler und SängerJacek Koman (* 1956)

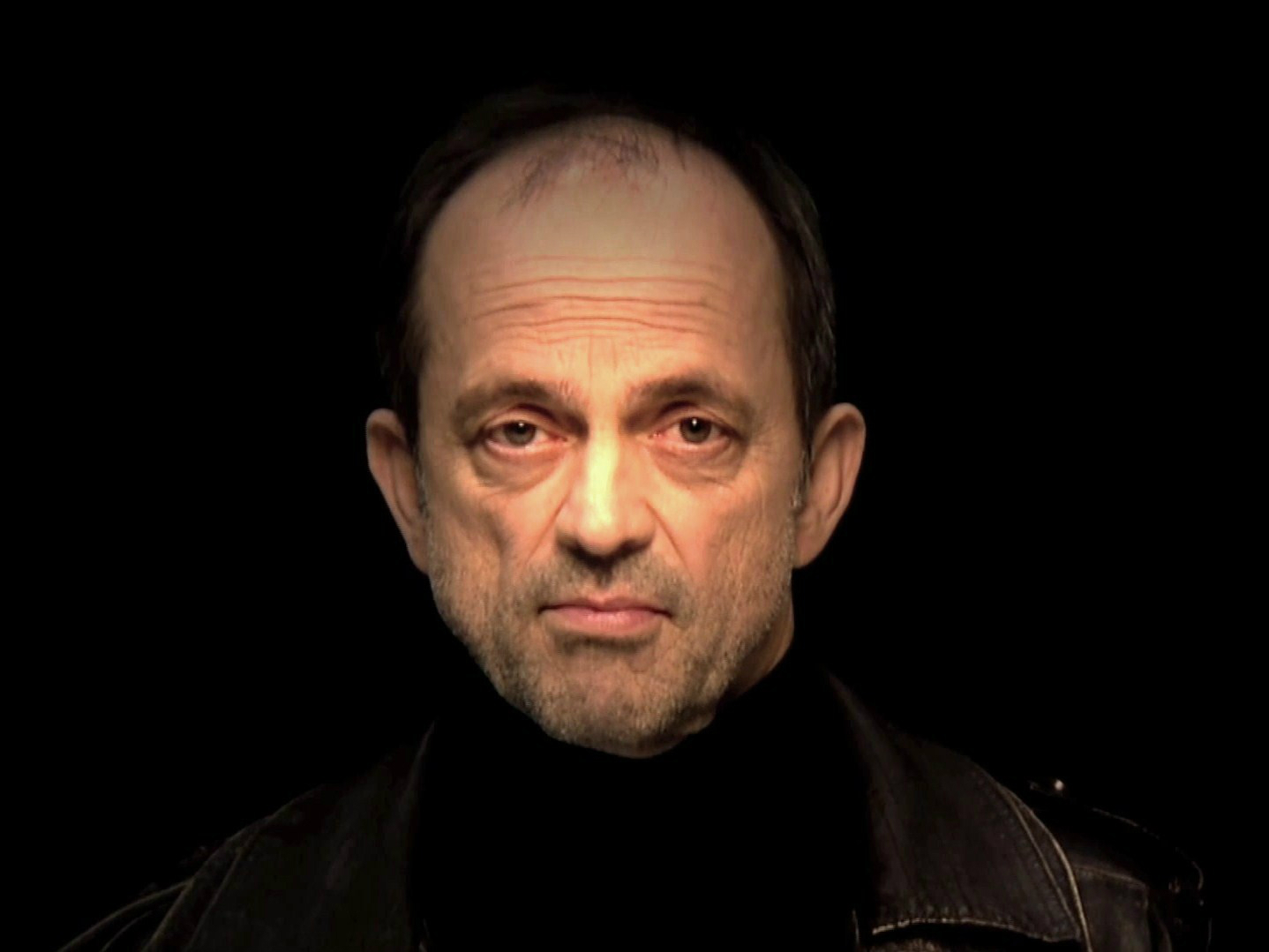
Jacek Koman (* 1956)

- Koman, Vanessa (* 1984), US-amerikanische Schauspielerin
- Koman, Vladimir (* 1989), ungarischer Fußballspieler
- Komander, Ewa (* 1985), polnische Triathletin
- Komander, Gerhild (* 1958), deutsche Historikerin
- Komando, Kim (* 1967), US-amerikanische Radiomoderatorin
- Komano, Yūichi (* 1981), japanischer Fußballspieler
- Komanovits, Günther (* 1941), österreichischer Fußballspieler
- Komański, Albert (* 2000), polnischer Sprinter
- Komar, Anton Panteleimonowitsch (1904–1985), ukrainisch-russischer Physiker und Hochschullehrer
- Komar, Dora (1914–2006), österreichische Tänzerin, Filmschauspielerin und Opernsängerin (Sopran)
- Komar, Hryhorij (* 1976), ukrainisch griechisch-katholischer Geistlicher, Apostolischer Administrator des Apostolischen Exarchats Italien
- Komar, Katra (* 2001), slowenische Skispringerin
- Komar, Kewin (* 2003), polnischer Fußballspieler
- Komar, Mateusz (* 1985), polnischer Radrennfahrer
- Komar, Polina Dmitrijewna (* 1999), russische Synchronschwimmerin
- Komar, Siegbertus (1893–1943), österreichischer römisch-katholischer Ordensmann, Missionar und Märtyrer
- Komar, Vitaly (* 1943), US-amerikanischer Künstler
- Komar, Władysław (1940–1998), polnischer Leichtathlet und SchauspielerWładysław Komar (1940–1998)

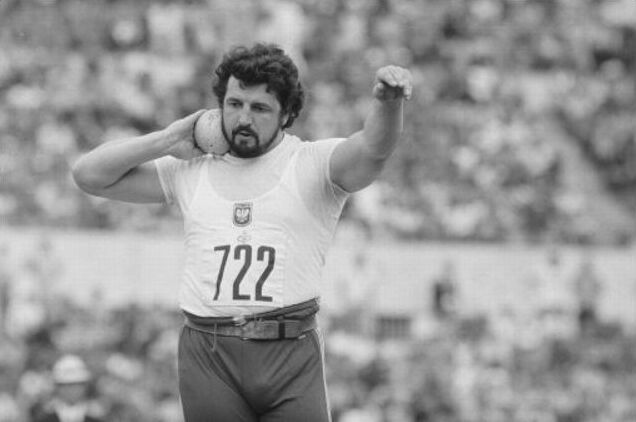
Władysław Komar (1940–1998)

- Komara, Kabiné (* 1950), guineischer Politiker und Premierminister (2008–2010)
- Komarac, Josip (* 1991), österreichischer Fußballspieler
- Komardina, Anastassija Andrejewna (* 1997), russische Tennisspielerin
- Komarek, Alfred (1945–2024), österreichischer Schriftsteller
- Komarek, Barbara (* 1968), österreichische Verkehrsmanagerin
- Komárek, Julius (1892–1955), tschechischer Zoologe
- Komárek, Karel (* 1969), tschechischer UnternehmerKarel Komárek (* 1969)

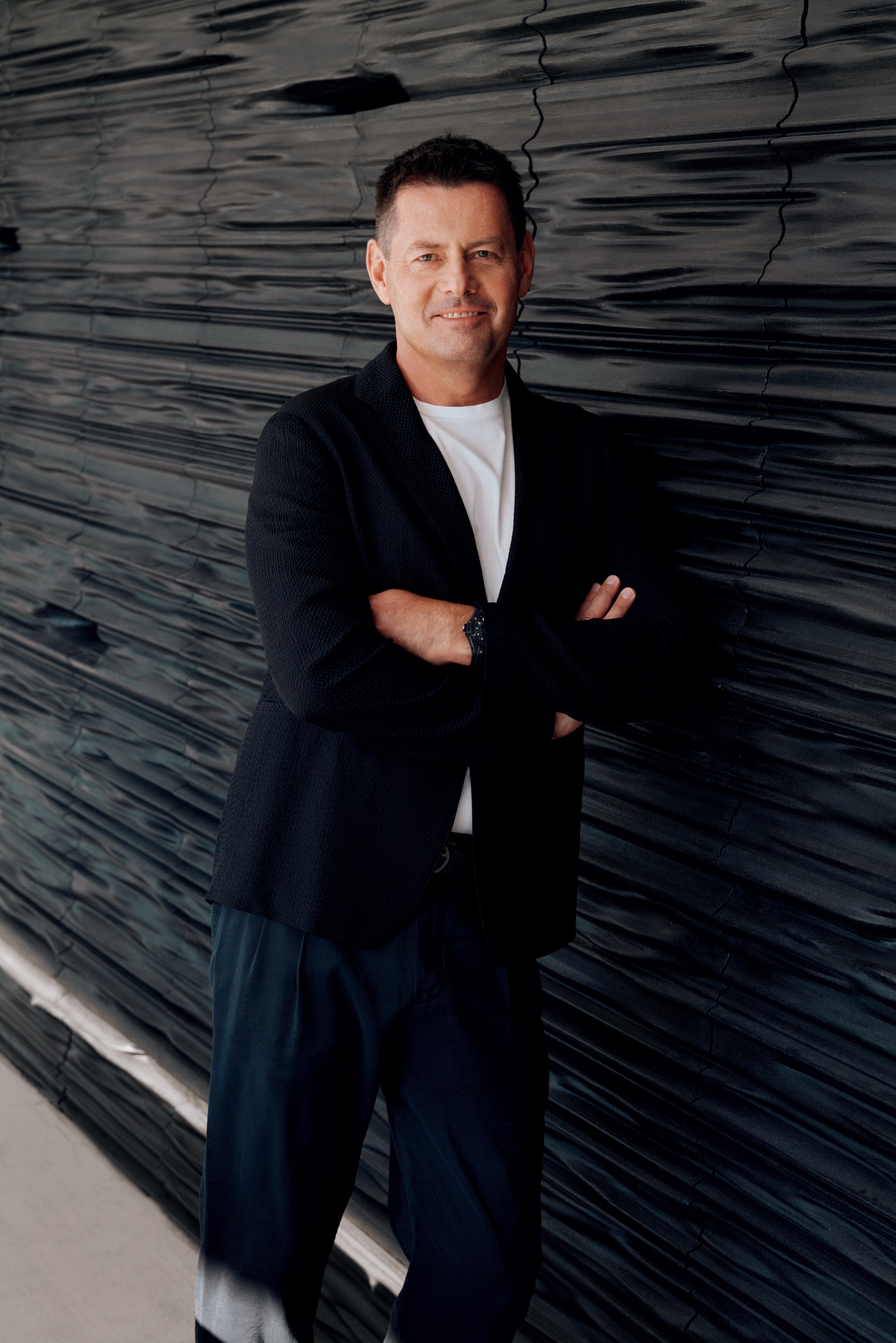
Karel Komárek (* 1969)

- Komarek, Konstantin (* 1992), österreichischer Eishockeyspieler
- Komarek, Kurt (1926–2016), österreichischer Chemiker, Rektor der Universität Wien
- Komarek, Oliver (* 1986), deutscher Basketballspieler
- Komárek, Stanislav (* 1958), tschechischer Biologe, Philosoph, Hochschullehrer und Schriftsteller
- Komárek, Valtr (1930–2013), tschechischer Ökonom, Prognistiker und Politiker
- Komarewzewa, Marija Witaljewna (* 1993), russische Naturbahnrodlerin
- Komargodski, Zohar (* 1983), israelischer Physiker
- Komarica, Franjo (* 1946), jugoslawischer Geistlicher, römisch-katholischer Bischof von Banja Luka
- Komaristy, Alexander Igorewitsch (* 1989), russischer Eishockeyspieler
- Komárková, Božena (1903–1997), tschechische Philosophin, Theologin und Chartaunterzeichnerin
- Komarnicki, Gyula (1885–1975), polnisch-ungarischer Jurist und Bergsteiger
- Komarnicki, Todd (* 1965), US-amerikanischer Drehbuchautor, Produzent, Regisseur und Romanautor
- Komarniski, Zenith (* 1978), kanadischer Eishockeyspieler
- Komáromi, János (1890–1937), ungarischer Schriftsteller und Journalist
- Komáromi, Tibor (* 1964), ungarischer Ringer
- Komáromy, Edmund (1805–1877), Bürgermeister, Abt des Stiftes Heiligenkreuz
- Komarov, Leo (* 1987), finnisch-russischer Eishockeyspieler
- Komarovsky, Mirra (1905–1999), US-amerikanische Soziologin
- Komarow, Alexander Georgijewitsch (1923–2013), sowjetischer Eishockeyspieler
- Komarow, Alexander Wissarionowitsch (1830–1904), General der russischen Armee
- Komarow, Alexei Filippowitsch (1921–2013), sowjetischer Ruderer und Rudertrainer
- Komarow, Dmytro (* 1968), ukrainischer Schachspieler
- Komarow, Igor Anatoljewitsch (* 1964), russischer Politiker, Industrieller, Finanzier und Manager
- Komarow, Iwan Sergejewitsch (* 2003), russischer Fußballspieler
- Komarow, Leonid Anatoljewitsch (1959–2011), sowjetischer Skispringer
- Komarow, Mychajlo (1844–1913), ukrainischer Schriftsteller, Bibliograf, Kritiker, Volkskundler, Übersetzer, Lexikograf und Jurist
- Komarow, Mykola (* 1961), sowjetischer Ruderer
- Komarow, Nikolai Pawlowitsch (1886–1937), sowjetischer Staats- und Parteifunktionär
- Komarow, Sergei Anatoljewitsch (* 1983), russischer Skirennläufer
- Komarow, Wassili Iwanowitsch († 1923), sowjetischer Serienmörder
- Komarow, Wiktor Stepanowitsch (1893–1974), russischer Kirchenmusiker und Chorleiter
- Komarow, Wladimir Dmitrijewitsch (1949–2018), sowjetischer Eisschnellläufer
- Komarow, Wladimir Leontjewitsch (1869–1945), russischer Botaniker und Geograph
- Komarow, Wladimir Michailowitsch (1927–1967), sowjetischer KosmonautWladimir Michailowitsch Komarow (1927–1967)

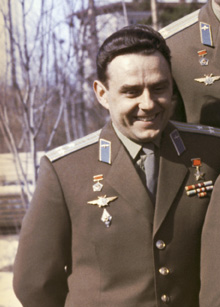
Wladimir Michailowitsch Komarow (1927–1967)

- Komarowa, Galina Wassiljewna (* 1977), russische Fußballspielerin
- Komarowa, Larissa Fjodorowna (* 1941), sowjetische bzw. russische Ökologin und Hochschullehrerin
- Komarowa, Lidija Konstantinowna (1902–2002), russisch-sowjetische Architektin
- Komarowa, Natalja Wladimirowna (* 1955), russische Politikerin, Gouverneurin des Autonomen Kreises der Chanten und Mansen (Jugra) seit März 2010
- Komarowa, Stanislawa Stanislawowna (* 1986), russische Schwimmerin
- Komarowa, Warwara Dmitrijewna (1862–1943), russische Musikwissenschaftlerin, Literaturwissenschaftlerin und Schriftstellerin
- Komarowski, Anatoli Sergejewitsch (1909–1955), russischer Musiker
- Komarzewski, Krzysztof (* 1998), polnischer Handballspieler
- Komasa, Jan (* 1981), polnischer Filmregisseur
- Komaschtschuk, Alina (* 1993), ukrainische Säbelfechterin
- Komata, Akira (* 1998), japanischer Degenfechter
- Komata, Kenji (* 1964), japanischer Fußballspieler
- Komatsu, Ayaka (* 1986), japanisches Fotomodell
- Komatsu, Ayao (* 1976), japanischer Formel-1-Ingenieur
- Komatsu, Hayata (* 1997), japanischer Fußballspieler
- Komatsu, Hitoshi (1901–1989), japanischer Maler
- Komatsu, Keito (* 2000), japanischer Fußballspieler
- Komatsu, Kenta (* 1988), japanischer Fußballspieler
- Komatsu, Ren (* 1998), japanischer Fußballspieler
- Komatsu, Rui (* 1983), japanischer Fußballspieler
- Komatsu, Sakyō (1931–2011), japanischer Science-Fiction-Schriftsteller
- Komatsu, Takumi (* 1997), japanischer Fußballspieler
- Komatsu, Tatewaki (1835–1870), japanischer Samurai
- Komatsubara, Eitarō (1852–1919), japanischer Staatsmann und Herausgeber
- Komatsubara, Manabu (* 1981), japanischer Fußballspieler
- Komatsubara, Misato (* 1992), japanische Eiskunstläuferin
- Komatsuzaki, Kunio (1931–1992), japanischer Maler im Yōga-Stil
- Komatsuzaki, Tamotsu (* 1970), japanischer Fußballspieler
- Komatsuzaki, Yūya (* 1987), japanischer Badmintonspieler
- Komatz, David (* 1991), österreichischer Biathlet
- Komatz, Katharina (* 1991), österreichische Biathletin
- Komazawa, Naoya (* 2002), japanischer Fußballspieler
- Komazec, Arijan (* 1970), kroatischer Basketballspieler
- Komazec, Nikola (* 1987), serbischer Fußballspieler

### Komb
- Komba, James Joseph (1922–1992), tansanischer Geistlicher und römisch-katholischer Erzbischof von Songea
- Komba, Maurus Gervase (1923–1996), tansanischer Geistlicher, römisch-katholischer Bischof von Tanga
- Kombarow, Dmitri Wladimirowitsch (* 1987), russischer Fußballspieler
- Kombarow, Kirill Wladimirowitsch (* 1987), russischer Fußballspieler
- Kombe, Francis (* 1985), sambischer Fußballspieler
- Kombe, Kristjan (* 2000), estnischer Eishockeyspieler
- Kombe, Saviour (* 1991), sambischer Sprinter
- Kombich, Ismael Kipngetich (* 1985), kenianischer Mittelstreckenläufer
- Kombo, Ernest (1941–2008), kongolesischer Geistlicher, römisch-katholischer Bischof von Owando, Republik Kongo
- Kombo, Musikari (* 1944), kenianischer Politiker
- Kombos, Constantinos (* 1976), zyprischer Jurist, Politiker und Außenminister
- Kombouaré, Antoine (* 1963), französischer Fußballspieler und -trainer
- Kombuis, Koos (* 1954), südafrikanischer Singer-Songwriter, Gitarrist und Schriftsteller

### Kome
- Kome, Abraham (* 1969), kamerunischer Geistlicher, römisch-katholischer Bischof von Bafang
- Kome, Daniel Ngom (* 1980), kamerunischer Fußballspieler
- Komeda, Krzysztof (1931–1969), polnischer Arzt, Pianist, Komponist von Jazz und Filmmusik
- Kōmei (1831–1867), 121. Tennō von JapanKōmei (1831–1867)

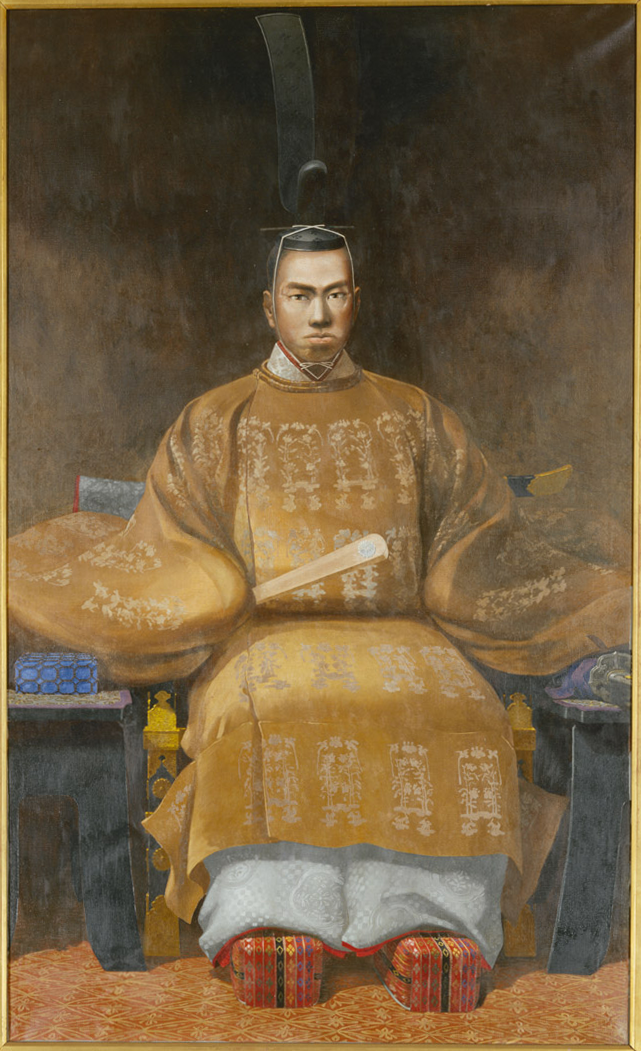
Kōmei (1831–1867)

- Komel, Dean (* 1960), slowenischer Philosoph und Publizist
- Komel, Mirt (* 1980), slowenischer Philosoph, Soziologe, Hochschullehrer und Schriftsteller
- Komelkow, Sergei, sowjetischer Radsportler
- Komen, Brian (* 1998), kenianischer Mittelstreckenläufer
- Komen, Daniel (* 1976), kenianischer Mittel- und Langstreckenläufer
- Komen, Daniel Kipchirchir (* 1984), kenianischer Mittelstreckenläufer
- Komen, Edwin (* 1980), kenianischer Marathonläufer
- Komen, John Kipkorir (* 1982), kenianischer Marathonläufer
- Komenda, Erwin (1904–1966), österreichischer Automobildesigner
- Komenda, Marco (* 1996), deutsch-kroatischer FußballspielerMarco Komenda (* 1996)

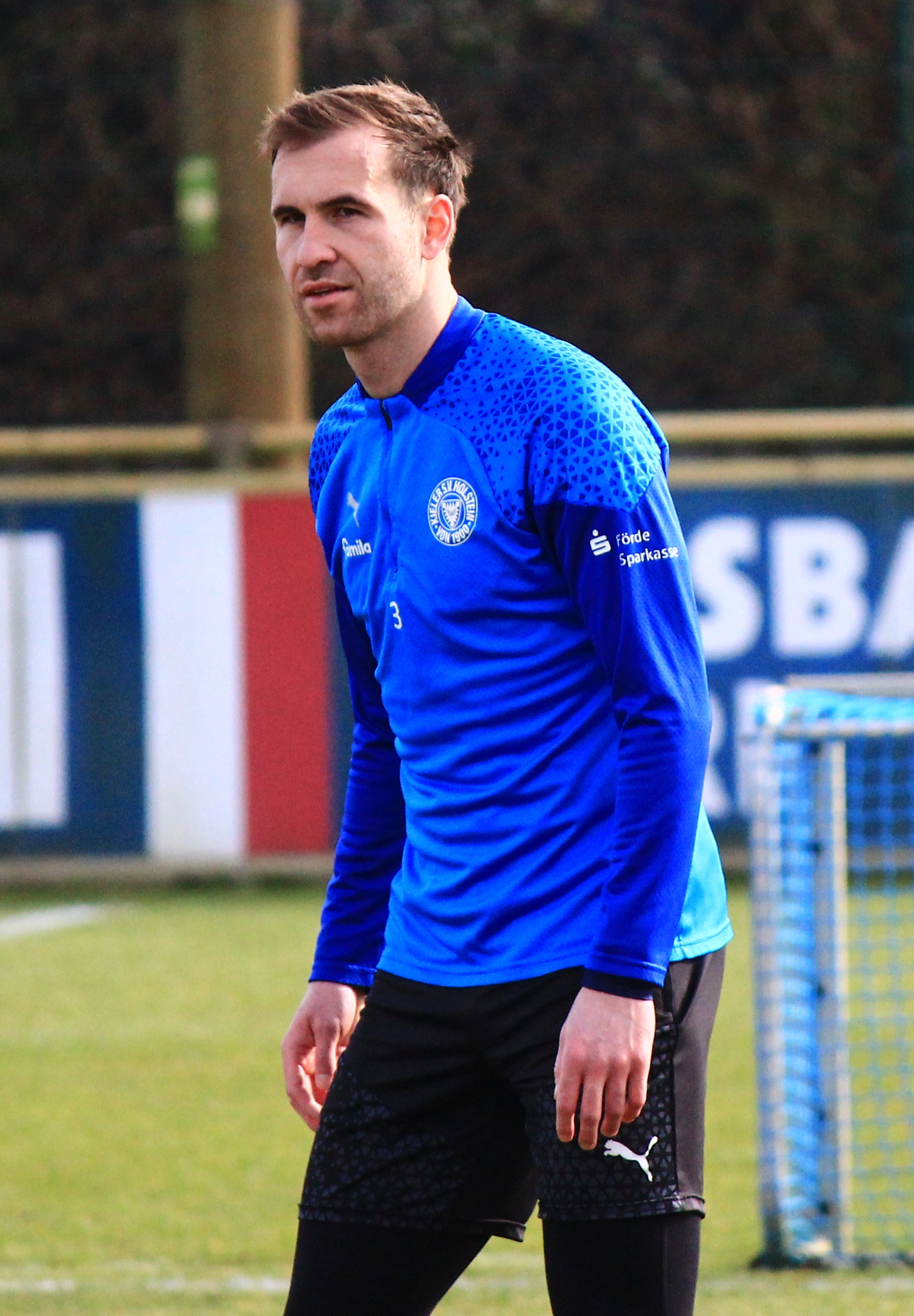
Marco Komenda (* 1996)

- Komenda-Soentgerath, Olly (1923–2003), deutsche Schriftstellerin
- Komendant, August (1906–1992), US-amerikanischer Bauingenieur, Tragwerksplaner und Hochschullehrer
- Komender, Zenon (1923–1993), polnischer Politiker, Mitglied des Sejm, stellvertretender Ministerpräsident (1982–1985)
- Komentiolos († 602), oströmischer General und Patricius der ausgehenden Spätantike
- Komentiolos († 611), oströmischer Feldherr und Rebell, Bruder von Kaiser Phokas
- Komer, Jaime (* 1981), US-amerikanische Wasserballspielerin
- Komers von Lindenbach, Emanuel Heinrich (1810–1889), österreichischer Jurist und Politiker
- Komers, Anton Emanuel von (1814–1893), böhmischer Agrarfachmann
- Komers, Karl Eduard von (1797–1870), österreichischer k. k. Jurist und Generalauditor
- Komers, Rainer (* 1944), deutscher Filmemacher und Kameramann
- Komerstadt, Georg von (1498–1559), herzoglicher sächsischer Rat
- Kometani, Fumiko (* 1930), japanische Schriftstellerin
- Kometer, Alex (* 1973), österreichischer Radiomoderator, Autor und Schauspieler
- Kometz, Andreas (1958–2018), deutscher Chemiker und Chemiedidaktiker

### Komg
- Komgang, Claudine (* 1974), kamerunische Sprinterin

### Komi
- Komi, Paavo V. (1939–2018), finnischer Sportwissenschaftler
- Komi, Reele (* 1993), estnische Squashspielerin
- Komi, Yōta (* 2002), japanischer Fußballspieler
- Komierowski, Roman von (1846–1924), deutscher Rittergutsbesitzer, Jurist und Politiker, MdR
- Komilov, Abdulaziz (* 1947), usbekischer Politiker
- Kominami, Takuto (* 1995), japanischer Speerwerfer
- Komine, Takayuki (* 1974), japanischer Fußballspieler
- Komine, Takuya (* 1988), japanischer Fußballspieler
- Kominek, Bolesław (1903–1974), polnischer Geistlicher, Kardinal der römisch-katholischen Kirche und Erzbischof von WrocławBolesław Kominek (1903–1974)

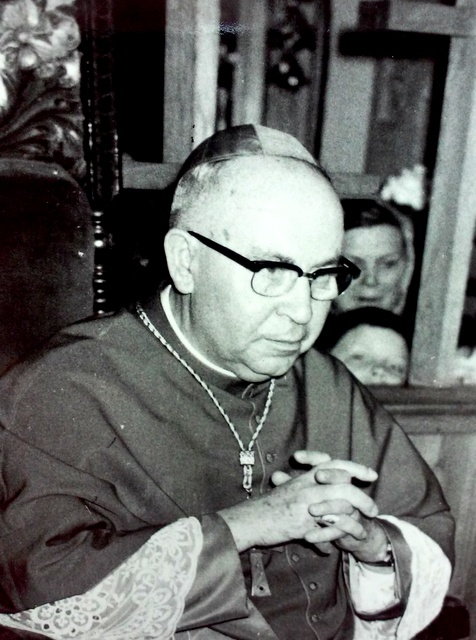
Bolesław Kominek (1903–1974)

- Kominek, Friedrich (1927–2002), österreichischer Fußballspieler
- Komínek, Jan (* 1981), tschechischer Handballspieler
- Kominek, Paul (* 1978), deutscher Musiker, Labelbetreiber und Schauspieler
- Kominowski, Bogdan (* 1945), neuseeländischer Schauspieler und Sänger
- Kominsky-Crumb, Aline (1948–2022), amerikanische Comic-Herausgeberin und Autorin
- Komisarek, Mike (* 1982), US-amerikanischer Eishockeyspieler
- Komisarz, Rachel (* 1976), US-amerikanische Schwimmerin
- Komischke, Uwe (* 1961), deutscher Solotrompeter und Hochschullehrer in Weimar
- Komissarow, Alexander Danilowitsch (* 1944), russischer Theater- und Filmschauspieler
- Komissarow, Daniil Semjonowitsch (1907–2008), russischer Iranist, Professor für Persische Literatur, Übersetzer und Attaché der sowjetischen Botschaft
- Komissarow, Juri Danilowitsch (1936–2016), russischer Theater- und Filmschauspieler
- Komissarow, Oleg Nikolajewitsch (* 1982), russischer Boxer
- Komissarow, Ossip Iwanowitsch (1838–1892), russischer Lebensretter Kaiser Alexanders II.
- Komissarowa, Kristina Olegowna (* 2001), russische Fußballspielerin
- Komissarowa, Marija Leonidowna (* 1990), russische Freestyle-Skisportlerin
- Komissarschewskaja, Wera Fjodorowna (1864–1910), russische Theaterschauspielerin
- Komissowa, Wera Jakowlewna (* 1953), sowjetisch-russische Hürdenläuferin und Sprinterin
- Komitas Vardapet (1869–1935), armenischer Priester, Komponist, Chormusiker und MusikwissenschaftlerKomitas Vardapet (1869–1935)

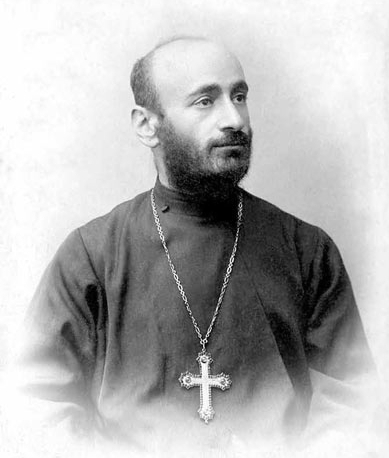
Komitas Vardapet (1869–1935)

- Komiya, Ryūtarō (1928–2022), japanischer Wirtschaftswissenschaftler
- Komiya, Toyotaka (1884–1966), japanischer Germanist und Literaturkritiker
- Komiya, Yasutaka (1925–2017), japanischer Färber, Kunsthandwerker und lebender Nationalschatz
- Komiya, Yoshio (* 1940), japanischer Badmintonspieler
- Komiyama, Hajime (* 1982), japanischer Badmintonspieler
- Komiyama, Takanobu (* 1984), japanischer Fußballspieler
- Komiyama, Yōko (* 1948), japanische Politikerin

### Komj
- Komjádi, Béla (1892–1933), ungarischer Wasserballtrainer

### Komk
- Komka, Magdolna (1949–2024), ungarische Hochspringerin
- Komkow, Danil Jurjewitsch (* 1985), russischer Radrennfahrer
- Komkrit Camsokchuerk (* 1989), thailändischer Fußballspieler

### Koml
- Komleva, Svetlana (* 1973), moldawische Tennisspielerin
- Komliakov, Viktor (* 1960), moldauischer Schachspieler
- Komlischinski, Wassili Sergejewitsch (1785–1841), ukrainisch-russischer Physiker und Hochschullehrer
- Komlitschenko, Nikolai Nikolajewitsch (* 1995), russischer Fußballspieler
- Komljenović, Fabijan (* 1968), kroatischer Fußballspieler
- Komljenović, Slobodan (* 1971), serbischer Fußballspieler
- Komlos, John (* 1944), ungarisch-US-amerikanischer Wirtschaftshistoriker
- Komlósi, Ildikó (* 1959), ungarische Opernsängerin (Mezzosopran)
- Komlóssy, Gábor (* 1979), ungarischer Trompeter
- Komlosy, Andrea (* 1957), österreichische Historikerin
- Komlósy, Franz (1817–1892), ungarischer Maler
- Komlósy, Irma (1850–1919), österreichische Malerin

### Komm
- Komm, Christopher Alexander (* 1985), deutscher Sänger und Schauspieler
- Komm, Ernst (1899–1964), deutscher Chemiker und Hochschullehrer
- Komm, Herbert (1909–1993), deutscher Jurist und Gerichtspräsident
- Komm, Karlheinz (1934–2013), deutscher Lehrer, Regisseur, Dramaturg und Schriftsteller
- Komm, Matthias (* 1966), deutscher Schauspieler, Regisseur und AutorMatthias Komm (* 1966)

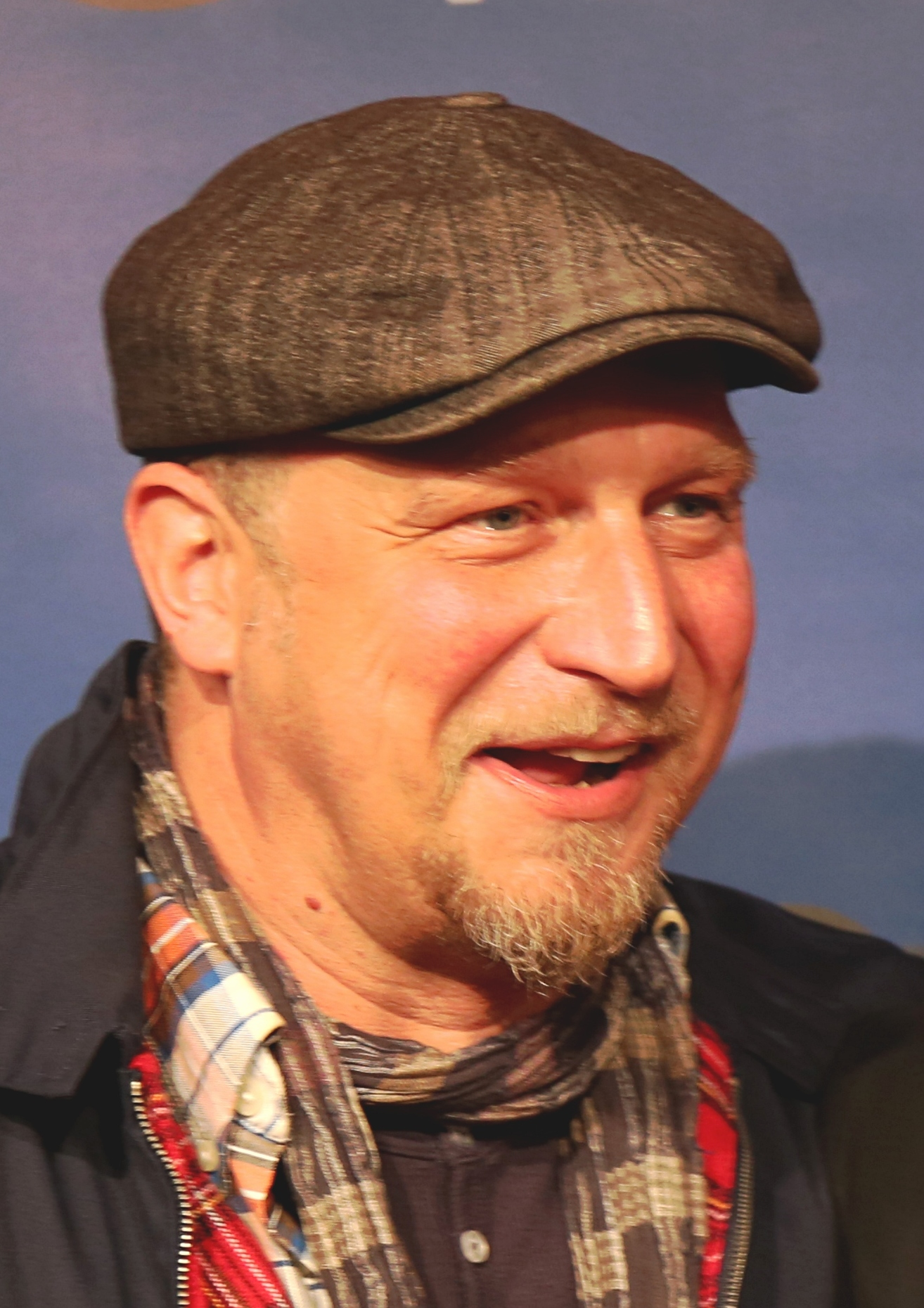
Matthias Komm (* 1966)

- Komm, Ulrich (1913–1986), deutscher Schriftsteller
- Komma, Karl Michael (1913–2012), deutscher Komponist und Musik-Publizist
- Komma, Michael (* 1964), deutscher Eishockeyspieler, -trainer und -funktionär
- Kommandantin Ramona (1959–2006), mexikanische Angehörige der Tzotzil und Anführerin der mexikanischen Zapatistenrebellen
- Kommer, Björn R. (1942–2022), deutscher Kunsthistoriker
- Kommer, Detlev (1947–2005), deutscher Psychotherapeut und Gründungspräsident der Bundespsychotherapeutenkammer
- Kommer, Franziska (* 1999), deutsche Tennisspielerin
- Kommer, Gerd (* 1962), deutscher Investmentbanker und AutorGerd Kommer (* 1962)

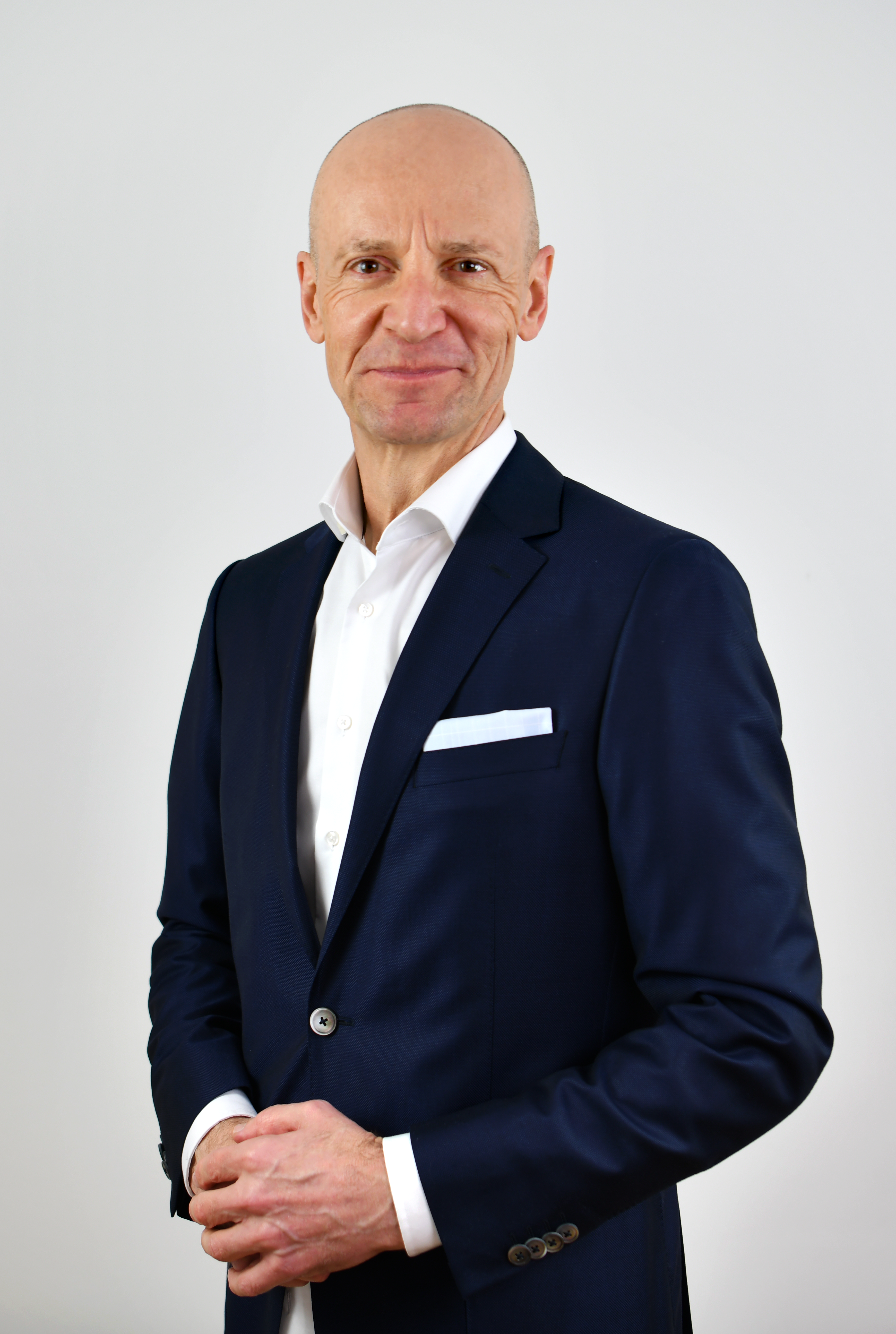
Gerd Kommer (* 1962)

- Kommer, Rudolf (1886–1943), Impresario Max Reinhardts
- Kommerell, Adolf (1868–1931), deutscher Verwaltungsjurist
- Kommerell, Anastasius († 1611), lutherischer Theologe, Pfarrer
- Kommerell, Andreas (1741–1824), Tübinger Gastwirt und Reichsposthalter sowie Rats- beziehungsweise Gerichtsverwandter
- Kommerell, Blanche (* 1950), deutsche Schauspielerin und Autorin
- Kommerell, Burkhard (1901–1990), deutscher Arzt für Innere Medizin und Radiologie
- Kommerell, Burkhard (1927–1995), deutscher Arzt für Innere Medizin, der sich auf Gastroenterologie, Hepatologie und Infektionskrankheiten spezialisierte
- Kommerell, Christoph (1571–1642), Weißgerber sowie Rats- und Gerichtsverwandter von Tübingen
- Kommerell, Eugen (1854–1936), deutscher praktischer Arzt, Badearzt und Medizinalrat
- Kommerell, Fabian († 1594), Bäcker sowie Gerichtsverwandter von Tübingen
- Kommerell, Ferdinand (1818–1872), deutscher Mathematiker, württembergischer Lehrer und Universitätsprofessor
- Kommerell, Guntram (* 1935), deutscher Augenarzt und Schielforscher (Strabologe)
- Kommerell, Hartmut (* 1966), deutscher Spieleautor
- Kommerell, Johann Andreas (1767–1817), württembergischer Gastwirt, Politiker und Bürgermeister von Tübingen, königlicher Oberpostmeister
- Kommerell, Karl (1871–1962), deutscher Mathematiker und Universitätsprofessor
- Kommerell, Max (1902–1944), deutscher Literaturhistoriker, Schriftsteller und Übersetzer
- Kommerell, Nicolaus († 1610), Tuchmacher sowie Ratsverwandter von Tübingen
- Kommerell, Otto (1873–1967), deutscher Bauingenieur, Eisenbahnbeamter und Genealoge
- Kommerell, Ruth (1923–1986), deutsche Film- und Theaterschauspielerin
- Kommerell, Victor (1866–1948), deutscher Mathematiker, Lehrer und Universitätsprofessor
- Kömmerling, Anja (* 1965), deutsche Autorin für Film, Buch, Theater
- Kömmerling, Emil (1902–1979), deutscher Unternehmer
- Kömmerling, Hedwig (1896–1993), deutsche Historikerin
- Kommers, Donald P. (1932–2018), US-amerikanischer Politologe
- Kommerstädt, Friedrich Wilhelm von (1774–1819), preußischer und sächsischer Beamter
- Kommerstaedt, Heinrich Ludwig von (1824–1877), deutscher Politiker, MdR
- Kommissin, Marcel (* 1979), deutscher Schauspieler
- Kömmling, Elena (* 2000), deutsche Volleyballspielerin
- Kommnick, Jens (* 1966), deutscher Musiker, Komponist und Arrangeur
- Kommoß, Rudolf (* 1904), deutscher Journalist und politischer Schriftsteller

### Komn
- Komňacký, František (* 1951), tschechischer Fußballspieler und -trainer
- Komnatow, Gennadi Wiktorowitsch (1949–1979), sowjetischer Radrennfahrer
- Komnene, Thamar Angelina († 1311), Fürstin von Tarent
- Komnenos, David († 1214), Enkel des letzten Komnenen-Kaisers von Konstantinopel, Andronikos I. (Byzanz)
- Komnenos, Johannes Tzelepes, byzantinischer Konvertit
- Komnenos, Manuel Erotikos, byzantinischer General, Urvater der Komnenen-Dynastie
- Komning, Enrico (* 1968), deutscher Politiker (AfD), MdL, MdBEnrico Komning (* 1968)

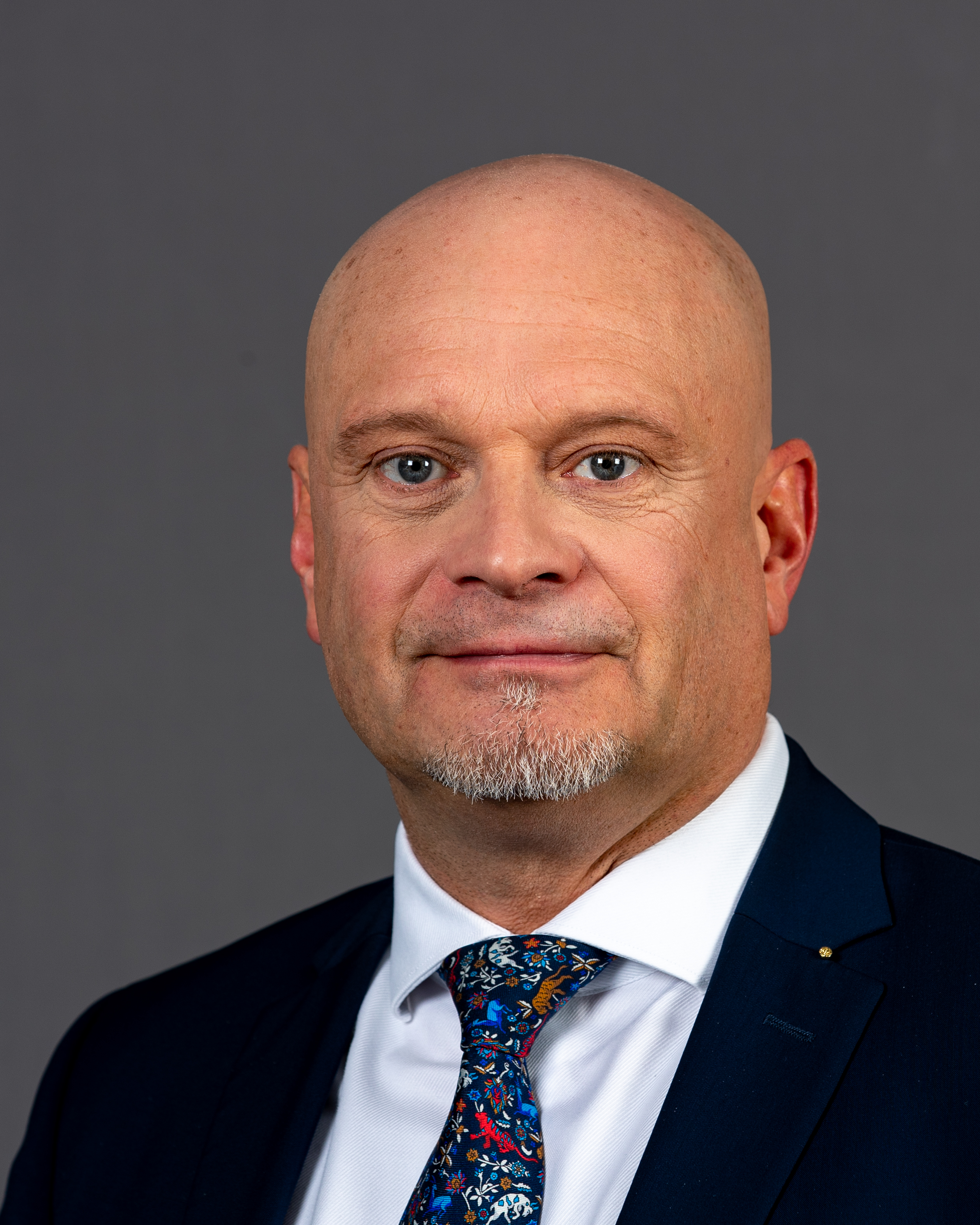
Enrico Komning (* 1968)

- Komnos, Dimitrios (* 1993), griechischer Fußballspieler

### Komo
- Komócsin, Zoltán (1923–1974), ungarischer kommunistischer Politiker, Mitglied des Parlaments
- Komod Pazik († 1878), Häuptling der Sakizaya
- Komojedow, Wladimir Petrowitsch (* 1950), russischer Admiral und Politiker
- Komok, Hennadij (* 1987), ukrainischer Handballspieler
- Komolafe, Paul (* 2000), nigerianischer Fußballspieler
- Komolong, Alwin (* 1995), papua-neuguineischer Fußballspieler
- Komolong, Felix (* 1997), papua-neuguineischer Fußballspieler
- Komon, Leonard Patrick (* 1988), kenianischer Langstreckenläufer
- Komonchak, Joseph A. (* 1939), US-amerikanischer katholischer Theologe
- Komontorios, König der Kelten von Tylis
- Komor, Géza (1900–1951), ungarischer Violinist und Orchesterleiter
- Komor, Marcell (1868–1944), ungarischer Architekt
- Komorek, Michael (* 1964), deutscher Pädagoge, Physikdidaktiker und Hochschullehrer
- Komorek, Rudolf (1890–1949), österreichischer Salesianer Don Boscos und Missionar
- Komori, Hiiro (* 2000), japanischer Fußballspieler
- Komori, Jun’ichi (1941–2015), japanischer Dreibandspieler und Weltmeister
- Komorida, Tomoaki (* 1981), japanischer Fußballspieler
- Komorita, Samuel Shozo (1927–2006), US-amerikanischer Psychologe
- Komornicki, Ryszard (* 1959), polnischer Fußballspieler
- Komornik, Vilmos (1923–2002), ungarischer Generalmajor
- Komornikow, Dmitri Wassiljewitsch (* 1981), russischer Schwimmer
- Komornyik, Thomas (* 2000), österreichischer Fußballspieler
- Komorous, Rudolf (* 1931), kanadischer Komponist, Fagottist und Musikpädagoge tschechischer Herkunft
- Komorowska, Agnieszka, deutsche Romanistin
- Komorowska, Anna (* 1953), polnische First Lady, Ehefrau von Bronisław Komorowski, Lehrerin
- Komorowska, Liliana (* 1956), polnisch-kanadische Schauspielerin
- Komorowska, Maja (* 1937), polnische Schauspielerin
- Komorowski, Andrzej (* 1975), polnischer römisch-katholischer Priester und Generaloberer der Priesterbruderschaft St. Petrus
- Komorowski, Bronisław (1889–1940), römisch-katholischer Geistlicher und NS-Opfer, Seliger
- Komorowski, Bronisław (* 1952), polnischer Politiker, Mitglied des Sejm und PräsidentBronisław Komorowski (* 1952)

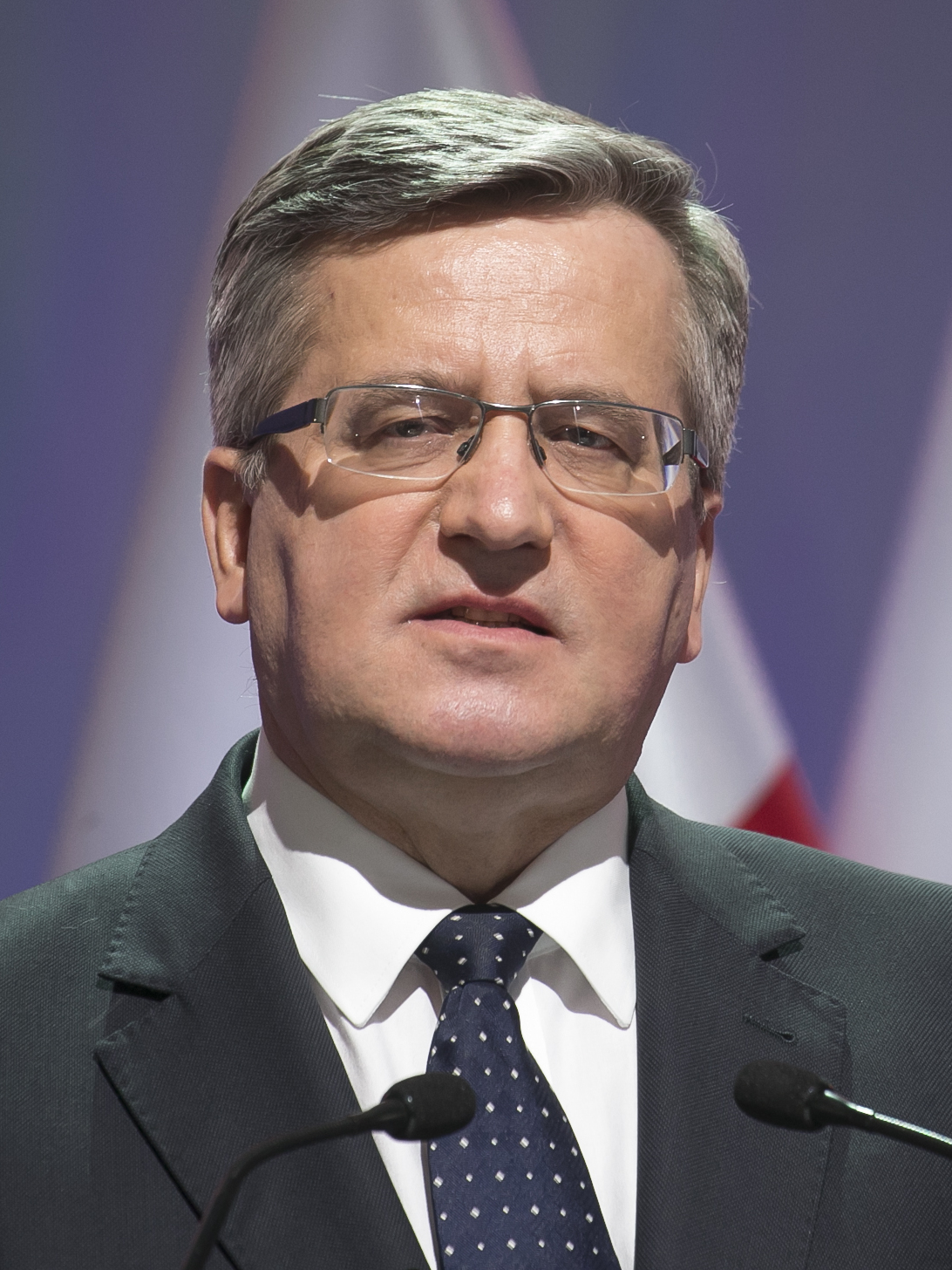
Bronisław Komorowski (* 1952)

- Komorowski, Gerd (* 1949), deutscher Fußballspieler
- Komorowski, Manfred (* 1948), deutscher Bibliothekar
- Komorowski, Marcin (* 1984), polnischer Fußballspieler
- Komorowski, Stanisław Jerzy (1953–2010), polnischer Politiker, Mitglied des Sejm
- Komorowski, Tadeusz (1895–1966), Oberbefehlshaber der Polnischen Heimatarmee (Armia Krajowa)Tadeusz Komorowski (1895–1966)

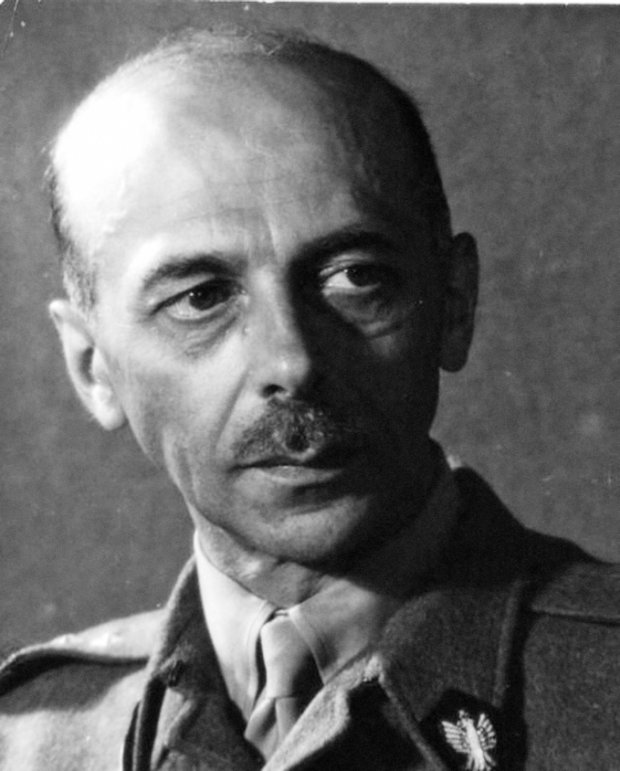
Tadeusz Komorowski (1895–1966)

- Komorowski, Tomasz (* 1963), polnischer Mathematiker
- Komorowski, Walter (1926–1986), deutscher Fußballspieler
- Komorowski, Zbigniew (* 1944), polnischer Politiker, Mitglied des Sejm und Unternehmer
- Komorowski, Zygmunt (1925–1992), polnischer Afrikanist, Soziologe, Anthropologe und Dichter
- Komorr, Ralf (* 1962), deutscher Schauspieler
- Komorski, Filip (* 1991), polnischer Eishockeyspieler
- Komorzynski, Egon (1878–1963), österreichischer Musikwissenschaftler
- Komorzynski, Egon (1910–1989), österreichischer Ägyptologe
- Komosinski, Jean-Jacques (* 1951), deutscher Judoka
- Komosiński, Piotr (* 1976), polnischer Jazzmusiker (Bass, Synthesizer, Komposition)
- Komoss, Regine (* 1967), deutsche politische Beamtin
- Komoß, Stefan (* 1964), deutscher Politiker (SPD)
- Komossa, Gerd-Helmut (1924–2018), deutscher Offizier, General der Bundeswehr
- Kōmoto, Hiroyuki (* 1985), japanischer Fußballspieler
- Komovec, Sašo, slowenischer Skispringer
- Komow, Oleg Konstantinowitsch (1932–1994), sowjetischer (russischer) Bildhauer
- Komowa, Wiktorija Alexandrowna (* 1995), russische Kunstturnerin

### Komp
- Komp, Frédéric A. (* 1977), deutscher Fernsehschauspieler
- Komp, Georg Ignaz (1828–1898), Bischof von Fulda und ernannter Erzbischof von Freiburg
- Komp, Heinrich (1765–1846), deutscher katholischer Theologe
- Komp, Helmut (1930–2016), deutscher Lehrer und Übersetzer
- Komp, Julia (* 1989), deutsche Köchin
- Komp, Reiner (1769–1824), Munizipaldirektor und Maire des Kantons Eitorf
- Kompa, Karl-Ludwig (* 1938), deutscher Chemiker
- Kompa, Nikola (* 1970), deutsche Philosophin
- Kompała, Adam (* 1973), polnischer Fußballspieler
- Kompalla, Johann (* 1879), polnischer Politiker (KVP)
- Kompalla, Josef (* 1936), deutsch-polnischer Eishockeyspieler und -schiedsrichter
- Kompanejez, Alexander Solomonowitsch (1914–1974), russischer Physiker
- Kompanijez, Hryhorij (1881–1959), ukrainischer Komponist, Chordirigent und Pädagoge
- Kompanijez, Wiktor (* 1937), sowjetisch-ukrainischer Diskuswerfer
- Kompanitschenko, Taras (* 1969), ukrainischer Musiker, Musikethnologe
- Kompanizare, Elnaz (* 1989), iranische Hürdenläuferin
- Kompany, Vincent (* 1986), belgischer Fußballspieler und -trainerVincent Kompany (* 1986)

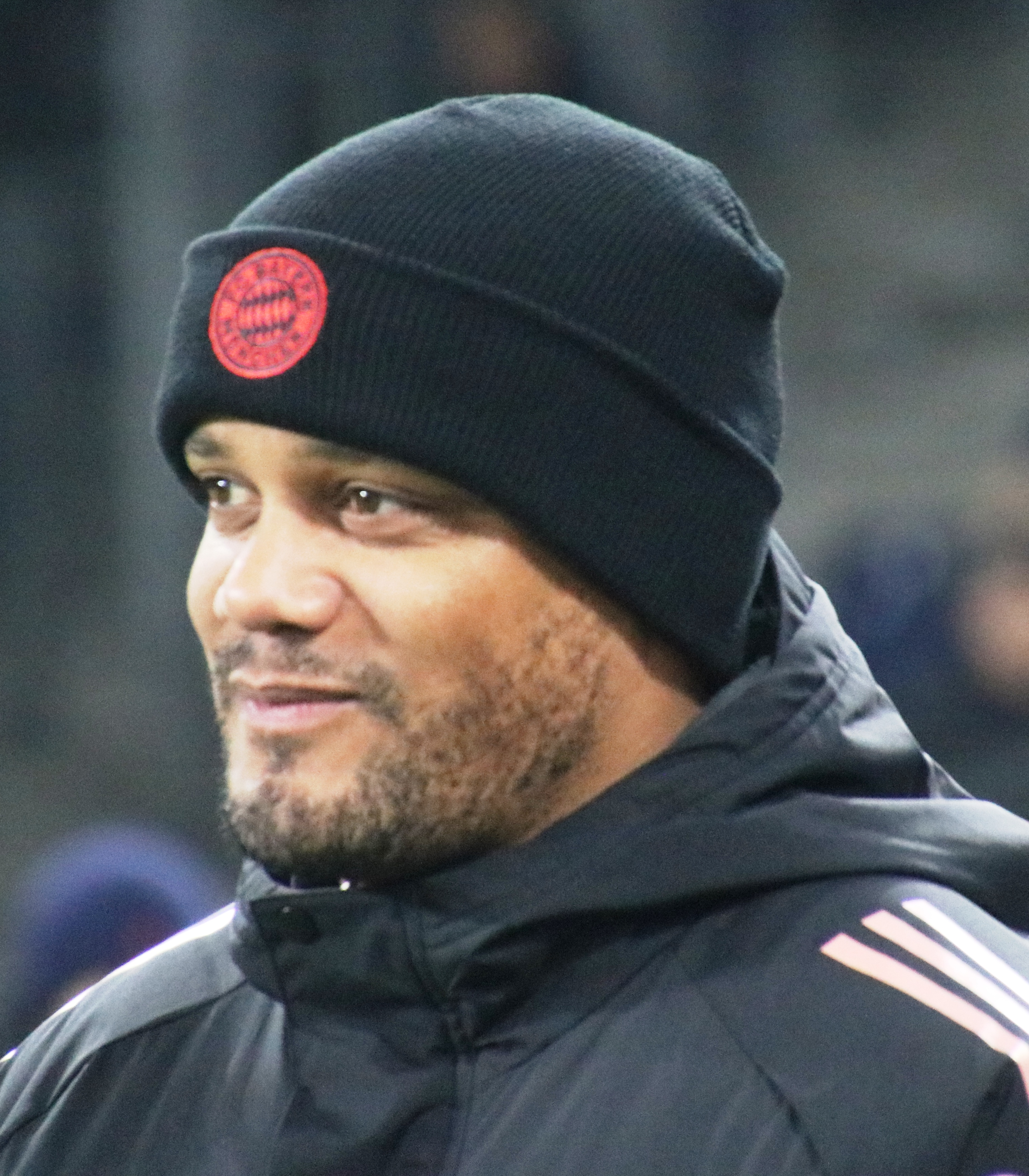
Vincent Kompany (* 1986)

- Komparu, Zenchiku (* 1405), japanischer Schriftsteller und Nō-Schauspieler
- Kompatscher, Andreas (1864–1939), italienischer Bildhauer (Südtirol)
- Kompatscher, Arno (* 1971), italienischer Politiker (SVP), Landeshauptmann von Südtirol
- Kompatscher, Florin (* 1960), italienischer Maler
- Kompatscher-Gufler, Gabriela (* 1968), italienische Klassische Philologin
- Kompe, Heinrich (1817–1897), deutscher Rechtspraktikant und Abgeordneter
- Kömpel, August (1831–1891), deutscher Violinvirtuose
- Kömpel, Birgit (* 1967), deutsche Politikerin (SPD), MdB
- Kömpel, Martina (* 1967), deutsche Köchin und Gastronomie-Unternehmerin
- Kompert, Leopold (1822–1886), österreichischer Schriftsteller
- Kompert, Marie (1821–1892), österreichische Sozialarbeiterin, Vereinsfunktionärin und Frauenrechtlerin
- Kompfner, Rudolf (1909–1977), britisch-österreichischer Ingenieur, Erfinder und Physiker
- Kompisch, Kathrin (* 1973), deutsche Autorin und Historikerin
- Kompodietas, Efthimios (* 1965), deutscher Fußballtrainer und Fußballspieler griechischer Abstammung
- Kompon, Mike (* 1982), kanadischer Eishockeyspieler und -trainer
- Komposch, Cornelia (* 1963), Schweizer Politikerin (SP) und Regierungsrätin
- Komposch, Gretl (1923–2019), österreichische Komponistin und Chorleiterin
- Komposch, Paul (* 2001), österreichischer Fußballspieler
- Komposch, Vinzenz (1819–1885), österreichischer Bergwerksbesitzer und Politiker, Landtagsabgeordneter
- Komppa, Gustaf (1867–1949), finnischer Chemiker
- Komppa, Keijo (1928–2009), finnischer Schauspieler und Regisseur
- Komproe, Ben (1942–2004), niederländischer Politiker der Niederländischen Antillen
- Kompulsor, Musikkünstler, Musikproduzent und DJ
- Kompus, Marko (* 1972), estnischer Dichter

### Komr
- Komrakow, Boris Petrowitsch (* 1948), russischer Mathematiker
- Komrij, Gerrit (1944–2012), niederländischer Schriftsteller, Dichter und Dramatiker
- Komroff, Manuel (1890–1974), US-amerikanischer Autor

### Koms
- Komšić, Željko (* 1964), bosnischer PolitikerŽeljko Komšić (* 1964)

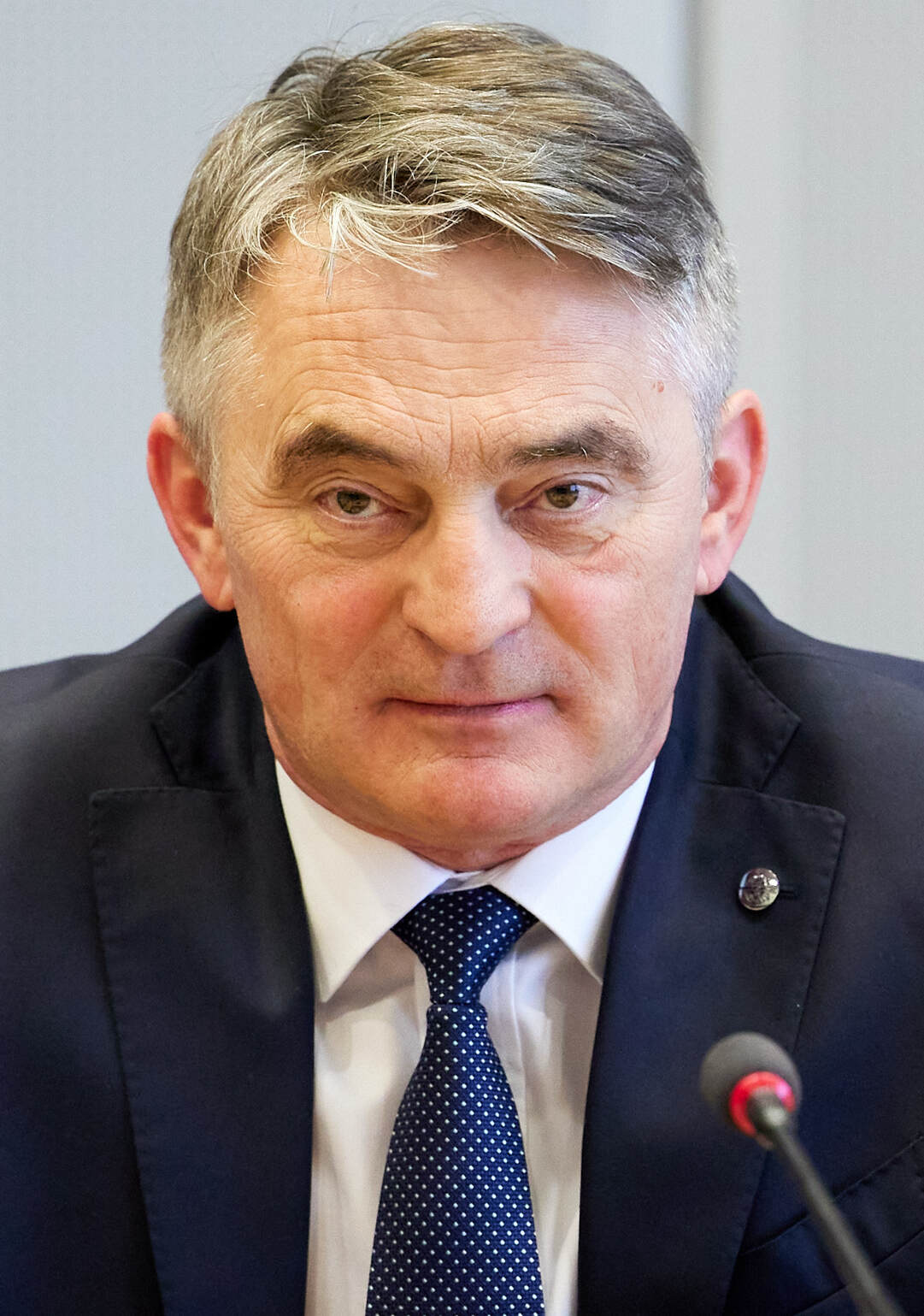
Željko Komšić (* 1964)

- Komsilp, Supachai (* 1980), thailändischer Fußballspieler
- Komskis, Kęstas (* 1963), litauischer Politiker (Seimas)
- Kömstedt, Rudolf (1887–1961), deutscher Kunst- und Architekturhistoriker

### Komt
- Komtschew, Atanas (1959–1994), bulgarischer Ringer

### Komu
- Komu, Martha (* 1983), kenianische Langstreckenläuferin
- Komu, Riyas (* 1971), indischer Künstler und Bildhauer
- Komulainen, Maija-Liisa (* 1922), finnische Innenarchitektin und Industriedesignerin
- Komunyakaa, Yusef (* 1947), US-amerikanischer Schriftsteller
- Kömür, Buket (* 1998), britische Schauspielerin
- Kömür, Mert (* 2005), deutsch-türkischer Fußballspieler
- Komura, Jutarō (1855–1911), Politiker und Diplomat der Meiji-Zeit im Kaiserreich Japan
- Kōmura, Masahiko (* 1942), japanischer Politiker der Liberaldemokratischen Partei (LDP)
- Kömürdjian, Yeremia Tschelebi (1637–1695), armenischer Dichter, Drucker, Historiker und Übersetzer
- Komuro, Mako (* 1991), japanische PrinzessinMako Komuro (* 1991)

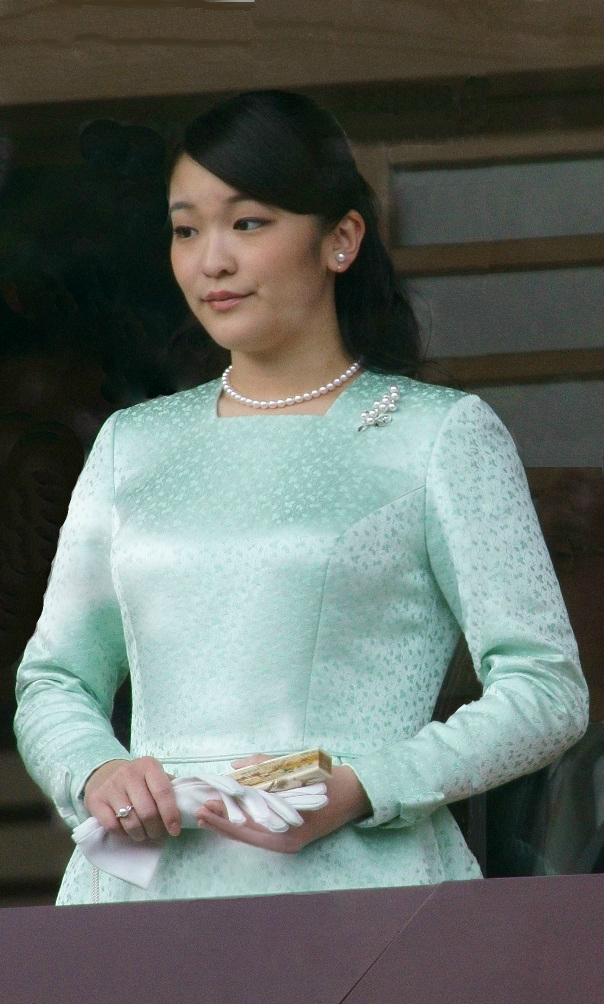
Mako Komuro (* 1991)

- Komuro, Nozomi (* 1985), japanische Skeletonpilotin
- Komuro, Suiun (1874–1945), japanischer Maler der Nihonga-Richtung
- Komuro, Tetsuya (* 1958), japanischer Keyboardspieler, Songwriter und Musikproduzent
- Komus, Ayelt (* 1968), deutscher Betriebswirt und Hochschullehrer
- Komusiewicz, Johann (1945–2025), deutscher Mathematiker, Staatssekretär
- Komuta, Yōsuke (* 1992), japanischer Fußballspieler

### Komw
- Komwong, Nanthana (* 1980), thailändische Tischtennisspielerin

### Komy
- Kōmyō (701–760), japanische Kaiserin
- Kōmyō (1322–1380), japanischer Kaiser
- Komyschenko, Hryhorij (* 1972), ukrainischer Ringer

### Komz
- Komzák, Karl (1878–1924), österreichischer Komponist
- Komzák, Karl junior (1850–1905), österreich-tschechischer Komponist
- Komzák, Karl senior (1823–1893), böhmischer Komponist